# Charlotte Rae
Charlotte Rae Lubotsky (ur. 22 kwietnia 1926 w Milwaukee, zm. 5 sierpnia 2018 w Los Angeles) – amerykańska aktorka.